# Edward Peil Sr.
Pour les articles homonymes, voir Peil.
Edward Peil Sr., né le 18 janvier 1883 à Racine, Wisconsin, et mort le 29 décembre 1958 à Hollywood, Californie, est un acteur américain.

## Biographie
De son vrai nom Charles Edward Peil, fait ses débuts sur les planches dans son état natal avant de rejoindre Hollywood pour y tourner son premier film en 1913, The Tomboy's Race, un film muet de Lucius Henderson.
Son jeu shakespearien lui vaudra des rôles aussi divers que disparates : cheik arabe, lord, soldat romain ou ouvrier chinois. Après avoir tenu un petit rôle non crédité (un client chez un coiffeur) dans In Old Arizona en 1929, il devient un acteur incontournable  de westerns de série B. Il jouera aussi dans des productions plus importantes comme Capitaines courageux, La Piste de Santa Fe ou Colt 45.
Après 289 rôles sous pas moins de 12 pseudonymes différents, il tourne son dernier film en 1951, Le Chevalier du stade aux côtés de Burt Lancaster, puis prend sa retraite.
Il était marié à Etta Raynor.

## Filmographie partielle
- 1913 : The Tomboy's Race de Lucius Henderson
- 1915 : The Living Death de Tod Browning
- 1916 : The Stronger Love de Frank Lloyd
- 1916 : The Valiants of Virginia de Thomas N. Heffron
- 1917 : Souls in Pawn de Henry King
- 1918 : Une fleur dans les ruines (The Greatest Thing in Life) de D.W. Griffith
- 1919 : Le Lys brisé (Broken Blossoms), de D. W. Griffith
- 1919 : Prudence on Broadway de Frank Borzage
- 1919 : Fighting Cressy de Robert Thornby : John Ford
- 1920 : Haunting Shadows de Henry King
- 1921 : La Rue des rêves (Dream Street) de D. W. Griffith
- 1921 : Le Carnet rouge (The Killer) de Jack Conway et Howard Hickman
- 1922 : Tom Mix in Arabia de Lynn Reynolds
- 1922 : La Chaîne brisée (Broken Chains) d'Allen Holubar
- 1925 : Double Action Daniels de Richard Thorpe
- 1925 : Le Sans-Patrie (The Man Without a Country) de Rowland V. Lee
- 1925 : Le Champion (The Fighting Heart) de John Ford
- 1925 : L'Appât de l'or (The Hunted Woman) de Jack Conway
- 1925 : Pleasure Buyers de Chester Withey
- 1931 : Cracked Nuts d'Edward F. Cline
- 1932 : L'Honorable Monsieur Wong (The Hatchet Man) de William A. Wellman
- 1932 : Charlie Chan's Chance de John G. Blystone
- 1932 : Madame Racketeer de Harry Wagstaff Gribble et Alexander Hall
- 1932 : Silence, on tourne ! (Movie Crazy) de Clyde Bruckman et Harold Lloyd
- 1934 : L'Homme de l'Utah (The Man from Utah) de Robert N. Bradbury
- 1934 : Journal of a Crime de William Keighley
- 1934 : Panique à Yucca City (Blue Steel) de Robert N. Bradbury
- 1934 : La Fine Équipe (6 Day Bike Rider) de Lloyd Bacon
- 1935 : L'Empire des fantômes (The Phantom Empire) d'Otto Brower et B. Reeves Eason (serial)
- 1936 : L'Homme nu (Love on a Bet) de Leigh Jason
- 1940 : Le Fantôme du cirque (The Shadow) de James W. Horne
- 1940 : One Man's Law de George Sherman
- 1943 : The Good Fellows de Jo Graham
- 1943 : La Justice du lasso (Hoppy Serves a Writ) de George Archainbaud
- 1950 : Marqué au fer (Branded) de Rudolph Maté
- 1950 : Kill the Umpire de Lloyd Bacon